# آرثر روبرا
آرثر جون رولدج (30 يوليو 1876 – 11 ديسمبر 1957)، مهندس إنجليزي، صمّم محرك الطائرات نابير ليون، وكان شخصية محورية في تطوير محركات رولز-رويس المكبسية للطائرات بين الحربين العالميتين، بما في ذلك محركي رولز-رويس كيستريل ورولز-رويس ميرلين.

## الحياة المبكرة والعائلة
وُلد آرثر جون رولدج في بيتربرة بمقاطعة نورثهامبتونشير عام 1876، وهو ابن جون وآن رولدج. كان وُوالده عامل بناء، عمل على قصر الكريستال في سيدنهام. أما والدته فكانت من عائلة مزارعين من لينكولنشاير. كان آرثر أصغر الأبناء، وله أخوان وأخت واحدة. تلقى تعليمه في مدرسة كلية سانت بيتر في بيتربرة، وفي مايو 1891 حصل على جائزة الملكة في العلوم.
في يونيو 1905، تزوّج من أليس بلينكو في كنيسة سانت فيليب في كينينغتون، ورُزقا بثلاثة أبناء:
- جيني لويز (ولدت في 23 يناير 1907)،
- جون ويليام (ولد في 17 أغسطس 1908)،
- دونالد هنري (ولد في 28 سبتمبر 1911).